# Limusino
Limusino (em francês:  Limousin) foi até 2015 uma região administrativa do centro-oeste de França, e que hoje integra a região da Nova Aquitânia. Abrange três departamentos: Corrèze, Creuse e Alto Vienne. Sua capital é Limoges.

## História
A ocupação humana da região, que data de 5500 a.C., especialmente pelos homens de Neanderthal, foi confirmada pela descoberta, em 1908, da sepultura de um homem junto a La Chapelle-aux-Saints.
Na Idade do Ferro, uma tribo celta, os Lemovices, fortificaram uma dezena de cidades. Villejoubert, situada próximo de Saint-Léonard-de-Noblat, era a mais importante delas. O artesanato local se desenvolveu, especialmente na fabricação da cerâmica grafitada.
O período que vai de 50 a.C. a 200 d.C., foi uma época de grande prosperidade dos povos galo-romanos. Nessa ocasião, foi fundada a cidade de Augustórico, a futura Limoges.
No século IV, teve inicio a evangelização dos povos da região. A ocupação visigoda trouxe grande aceleração à evangelização. Durante as campanhas visigodas de 994 ocorreu uma catástrofe, com a introdução do Mal de Ardentes, uma intoxicação mortal, que quase dizimou a população local.
No século X, a região de Limusino foi repartida entre os grandes chefes locais. Os Viscondes de Limoges abocanharam a Haute-Vienne, os de Turenne se apossaram de Corrèze, e o Conde de la Marche usurpou Creuse.
No século XII, Leonor da Aquitânia casou-se com Henrique II Plantageneta, Rei da Inglaterra. Assim como a Aquitânia, a região de Limusino passou para o domínio inglês. Os senhores de Limusino, que eram contrários aos Plantagenetas, tentaram conduzir o Rei francês, a uma luta contra o Rei da Inglaterra.
Em 1199, Ricardo Coração de Leão, filho de Alienor da Aquitânia foi morto em combate, e durante o século XIII os senhores de Limusino se espalharam por toda a Europa.
Entre 1337 e 1453, a região de Limusino foi devastada pela Guerra dos Cem Anos. No final do século XVI, as Guerras de Religião, mais uma vez devastaram a Província.
Sob a influência de Colbert, em 1665 foram criadas as manufaturas reais de tapeçaria em Aubusson, em 1685 em Felletin, e em 1690 em Tulle. A atividade industrial se desenvolveu, também, por toda a Haute-Vienne.
No século XVIII, muitos intendentes se sucederam no comando da administração da região: D’Orsay comandou entre os anos de 1710 e 1730, Tourny entre os anos de 1730 e 1743, e Turgot, entre os anos de 1761 e 1774.
Esse século foi de grande prosperidade para a região, especialmente pela descoberta do caulim em Saint Yrieix, o que proporcionou o surgimento da primeira manufatura de porcelana em Limoges, no ano de 1771.
Em 1889, Bourganeuf foi a primeira cidade francesa a se beneficiar do uso da eletricidade.
Durante a Segunda Guerra Mundial, a região de Limusino ofereceu forte resistência à invasão alemã no país. Era o centro de resistência dos maquis, e sofreu dois duros massacres, um em Tulle, e outro em Oradour-sur-Glane, em Junho de 1944.
Finalmente, em 1972 ocorreu a criação oficial da província de Limusino. Sua principais cidades são: Limoges, Guéret, Tulle, Bellac, Rochechouart, Saint-Yrieix-la-Perche, Aubusson, Boussac, Bourganeuf, Ussel e Brive-la-Gaillarde.